# Georg Doeller
Georg Doeller, magyarosan Doeller György (Aflenz, 1726. július 26. – 1791) német jezsuita rendi szerzetes, később világi pap.

## Élete
17 éves korában lépett Grazban a jezsuita rendbe; 1759-től Passauban, Klagenfurtban, Bécsben, Kremsben és Sopronban a népnek tartott egyházi beszédeket; utóbbi helyen, a rend feloszlatása után mint vasárnapi hitszónok működött.

## Munkái
Munkái német nyelven:
- Dicsbeszéd Nepom. János tiszteletére. Bécs, 1768.
- Gyászbeszéd Primes György soproni apát-plébános fölött. Sopron, 1777.